# The Rolling Stones 2nd European Tour 1965
Dwunasta trasa koncertowa w historii zespołu The Rolling Stones (piąta w 1965 roku z jedenastu odbytych) oraz pierwsza, która odbyła się na terenie Francji.

## The Rolling Stones
- Mick Jagger – wokal prowadzący, harmonijka
- Keith Richards – gitara, wokal wspierający
- Brian Jones – gitara, harmonijka, wokal wspierający
- Bill Wyman – gitara basowa, wokal wspierający
- Charlie Watts – perkusja, instrumenty perkusyjne

## Lista koncertów
| Data             | Miasto | Kraj    | Miejsce |
| ---------------- | ------ | ------- | ------- |
| 16 kwietnia 1965 | Paryż  | Francja | Olympia |
| 17 kwietnia 1965 | Paryż  | Francja | Olympia |
| 18 kwietnia 1965 | Paryż  | Francja | Olympia |